# Cantone di Baïgura et Mondarrain
Il Cantone di Baïgura et Mondarrain è una divisione amministrativa dell'Arrondissement di Bayonne.
È stato costituito a seguito della riforma approvata con decreto del 25 febbraio 2014, che ha avuto attuazione dopo le elezioni dipartimentali del 2015.

## Composizione
Comprende i seguenti 10 comuni:
- Cambo-les-Bains
- Espelette
- Halsou
- Hasparren
- Itxassou
- Jatxou
- Larressore
- Louhossoa
- Macaye
- Souraïde